# Gare de Jauche
La gare de Jauche est une gare ferroviaire belge, fermée, de la ligne 147, de Tamines à Landen située à Jauche sur la commune d'Orp-Jauche, dans la province du Brabant wallon en Région wallonne.

## Situation ferroviaire
La gare de Jauche était établie au point kilométrique (PK) 47,50 de la ligne 147, de Tamines à Landen, via Fleurus et Gembloux entre les gares d’Autre-Église et d’Orp.

## Histoire
La section de Landen à Fleurus de la ligne de Tamines à Landen inaugurée le 15 octobre 1865 ; elle comprend une gare à Jauche. Les Chemins de fer de l'État belge rachètent la compagnie en 1871 et édifient un nouveau bâtiment de gare à la fin du XIXe siècle.
Le 4 octobre 1959, la SNCB met fin aux trains de voyageurs desservant la ligne 147 entre Fleurus et Landen. Quelques trains de marchandises continuent desservir Orp-Jauche jusqu'en 1971 et les rails sont finalement arrachés en 1989.

## Patrimoine ferroviaire
Le bâtiment de la gare a été transformé en restaurant-traiteur "le Bout en Train" et un chemin RAVeL a remplacé les voies).
Appartenant au plan type 1881 des Chemins de fer de l'État belge, il est du même modèle que celui de la gare d'Orp voisine mais avec une disposition inversée : l'aile principale des voyageurs se trouvant à gauche et celle de à toit plat (locaux de service et dépendances du logement de fonction du chef de gare) se trouvant à droite. Cette dernière ainsi que la halle aux marchandises ont été démolies pour la construction d'une usine. La gare transformée en restaurant est en partie peinte en mauve et une grande fenêtre a été aménagée dans le mur pignon aveugle à l'origine.